# Харт, Грег
Грегори Найджел Харт (англ. Gregory Nigel Hart) — английский гитарист, один из основателей британской пауэр-поп-рок-группы Cats in Space. Группа была основана в 2015 году вместе с рок-барабанщиком/перкуссионистом Стиви Бэйконом.

## Биография
Карьера Харта началась в базирующейся на юге Англии хэви-метал-группе Snowblind, которую он сформировал со школьными друзьями (1980). После работы с несколькими другими местными группами он стал соучредителем лондонской рок-группы Moritz, в которой участвовал клавишник Энди Стюарт, также из Cats in Space. Группа записала один EP «Shadows of a Dream» (1987) перед распадом. В 1988 году он сформировал If Only с менеджерской командой Гарри Коуэлла и Саймона Нейпир-Белла и записал один альбом с участием бывшей вокалистки Girlschool Джеки Бодимид. Группа гастролировала по Великобритании с бывшим басистом Иэна Гиллана Джоном МакКоем.
В 1991 году он объединился с Джеффом Даунсом, чтобы совместно написать песни и спеть в альбоме группы Asia Aqua (1992), а также выступил в прямом эфире с Майком Олдфилдом, чтобы помочь продвинуть его последний альбом для лейбла Virgin Heaven’s Open.
После подписания издательского контракта с Питером Маккамли он объединился для написания нескольких песен с Майклом Мораном, который также выступил в качестве руководителя оркестра в дебютном альбоме Too Many Gods группы Cats in Space (2015). Харт также написал песни для Донны Саммер, которые ещё не выпущены, вместе с музыкальным писателем Бобом Митчеллом, который написал для Cheap Trick «The Flame».
В 1995 году он объединился с клавишником Тоби Сэдлером и Сэмом Блу, чтобы записать два альбома под названием GTS, студийный проект в жанре AOR.
Собравшись снова в 2008 году, Moritz записали два альбома «Undivided» и SOS на Harmony Factory, прежде чем Харт ушёл, чтобы сформировать Cats in Space.

## Дискография

### Вместе с Cats in Space
- Too Many Gods (2015, Harmony Factory)
- Scarecrow (2017, Harmony Factory)
- Cats Alive! (2018, Harmony Factory)
- Day Trip to Narnia (2019, Harmony Factory)
- Atlantis (2020, Harmony Factory)
- Diamonds — The Best of Cats in Space (2021, Harmony Factory)
- Kickstart the Sun (2022, Harmony Factory)

### Вместе с Moritz
- Shadows of a Dream EP (1987, RFB Records)
- City Streets (2008, Harmony Factory)
- Undivided (2009, Harmony Factory)
- SOS (2012, Harmony Factory)

### Вместе с If Only
- No Bed of Roses (1992, Czar Record)
- Destiny (2002, Outlaw Records)
- The Ghost of You (2004, Outlaw Records)

### Вместе с GTS
- Tracks From the Dustshelf (1995, GT Records)
- Time Stood Still (1996, GT Records)

### Вместе с Hartless
- Full Circle (2007, Harmony Factory)

### Как гость
- Asia — Aqua (1992, Musidisc, соавтор)
- Noon (2013)
- Janey Bombshell — Rocka-Roll-Around (2013)
- Decades (2017)